# سليمان الرشودي (لاعب كرة قدم)
سليمان الرشودي لاعب كرة قدم سعودي سابق. هو من مواليد 1972م في بريدة وسط السعودية، وسبق له تمثيل أندية التعاون والهلال كما مثل المنتخب السعودي. كان يلعب في مركز الظهير الأيسر واحد أبرز من لعبوا في هذا المركز خلال حقبة التسعينات الميلادية، كان يتميز بقوة تسديداته وانتقل من ناديه للهلال عام 1413هـ بمبلغ يفوق المليون ريال وهي صفقة ضخمة في ذلك الوقت مما يدلل على موهبته. حقق الكثير من البطولات والإنجازات مع الاندية التي مثلها فضلا عن المنتخبات السعودية.

## مسيرته الكروية
التحق في نادي التعاون عام 1402 هجري وانضم إلى فئة الناشين وتدرج بالفئات السنية في النادي فقد صعد إلى فئة الشباب عام 1404 وإلى الدرجة الأولى عام 1406.
وكان أول مباراة لعبها في فئة الناشئن ضد نادي مارد وانتهت بفوز التعاون على مارد 4-1 وفي فئة الشباب كانت ضد التقدم وانتهت بفوز التعاون 3-0 وأول هدف سجله في حياته كان ضد نادي الامل في فئة الناشئين.
وفي عام 1406 وبعد اعتزال أكبر لاعبي التعاون شارك النجم الكبير في فئة الكبار وكان عمره في ذلك الحين 19 سنه وشارك في أول مباراة ضد الروضة من الأحساء وانتهت المبارة بتعادل الفريقين 1-1.
ساهم مع نجوم التعاون في الوصول إلى نهائي كأس الملك عام 1410هـ كإنجاز تعاوني وغير مسبوق في السعودية ان يصل نادي من الدرجة الأولى إلى نهائي الكأس والذي خسره من النصر بهدفين دون رد.

## مسيرته الدولية
كانت بطولة كأس العالم 1989 في استكلندا هي مولد نجومية الرشودي بعد أن قدم خلالها مستويات متميزة توجها بهدف لا ينسى في مرمى المضيف استكلندا في المباراة النهائية من كرة ثابتة.
وانهالت عليه الاشادات بعد تحقيق الأخضر للبطولة التي تعد إنجاز تاريخي لكل العرب وعلى مستوى قارة آسيا أيضاً.
كما مثل المنتخب الأول في عدد من المعسكرات التحضيرية أبرزها قبل كأس العالم 1994 في أمريكا

## انتقاله للهلال
في عام 1413هـ قرر نادي التعاون التخلي عن الرشودي بعد أن تلقى عرضاً مالياً كبيراً من نادي الهلال بلغ أكثر من مليون ريال، ومع الزعيم السعودي، واصل الرشودي مستوياته المتميزة.
حتى تمكن من تحقيق عدد من البطولات الداخلية والخارجية قبل أن يعتزل كرة القدم في عام 2000 نتيجة لكثرة الاصابات.

## اسهاماته الرياضية
- وصيف كأس الملك 1410هـ مع التعاون
- بطل كأس العالم للناشئين 1989م مع المنتخب.
- بطل الدوري السعودي 1416هـ مع الهلال.
- بطل الدوري السعودي 1418هـ مع الهلال.
- بطل كأس آسيا للاندية 1417هـ مع الهلال.
- بطل السوبر الآسيوي 1417هـ مع الهلال.